# Leboulin
Leboulin är en kommun i departementet Gers i regionen Occitanien i sydvästra Frankrike. Kommunen ligger i kantonen Auch-Nord-Est som tillhör arrondissementet Auch. År 2022 hade Leboulin 344 invånare.

## Befolkningsutveckling
Antalet invånare i kommunen Leboulin
Referens:INSEE